# 譚肅
譚肅，字本恭，山東兗州府東平州壽張縣人，民籍，明朝政治人物。進士出身。

## 生平
早年出身國子生，山東鄉試第二十九名。成化十四年（1478年）戊戌科會試第六十一名，殿試登進士第三甲第二百零一名。

## 家族
曾祖父譚成。祖父譚有道。父亲譚智。